# Höhenberg (Wiesenfelden)
Höhenberg ist ein amtlich benannter Gemeindeteil von Wiesenfelden und eine Gemarkung im niederbayerischen Landkreis Straubing-Bogen.

## Geografie
Das Dorf liegt knapp einen Kilometer östlich des namengebenden Höhenbergs (678 m ü. NHN) beidseits der Kreisstraße SR 47.

## Geschichte
Die Gemeinde Höhenberg gehörte ursprünglich zum Bezirksamt Roding, wurde 1880 ins Bezirksamt Regensburg umgegliedert und umfasste gut 827 Hektar. 1946 kam eine etwa 588 Hektar große Teilfläche der aufgelösten Gemeinde Waxenberg mit den Orten Augenthal, Forstbrunn, Hub, Pflegerschläge und Schiederhof hinzu. In der ehemaligen Gemeinde Höhenberg gab es bei der Volkszählung 1961 364 Einwohner in 72 Wohngebäuden, davon im Dorf Höhenberg 133 Einwohner in 28 Wohngebäuden. Die Gemarkung umfasste 1964 1410 Hektar. Im Zuge der Gebietsreform in Bayern wurde die Gemeinde am 1. Juli 1972 vom Landkreis Regensburg in den Landkreis Straubing-Bogen umgegliedert. Am 1. Januar 1974 verlor die Gemeinde Höhenberg die Eigenständigkeit und wurde vollständig in die Gemeinde Wiesenfelden eingegliedert.
Gemeindeteile der ehemaligen Gemeinde Höhenberg
| - Aschau - Augenthal - Forstbrunn - Gscheibtebuchen - Hub - Höhenberg - Neudeck - Niederroith | - Oberroith - Öd - Ödenried - Rohrbruck - Roßmühle - Schiederhof - Stockbauer - Stocksgrub |

### Einwohnerentwicklung
| Jahr                                                       | 1840 | 1852 | 1861 | 1867 | 1871 | 1875 | 1885   | 1900   | 1925   | 1950    | 1961    | 1970 | 1987 |
| ---------------------------------------------------------- | ---- | ---- | ---- | ---- | ---- | ---- | ------ | ------ | ------ | ------- | ------- | ---- | ---- |
| Einwohner der Gemeinde Höhenberg                           | 329  | 311  | 286  | 278  | 295  | 292  | 334    | 280    | 339    | 393     | 364     | 356  |      |
| Fläche der Gemeinde Höhenberg in Quadratkilometern         |      |      |      |      |      |      | 8,2725 | 8,2725 | 8,2725 | 14,1511 | 14,1002 |      |      |
| Bevölkerungsdichte der Gemeinde Höhenberg in Einwohner/km² |      |      |      |      |      |      | 40,37  | 33,85  | 40,98  | 27,77   | 25,82   |      |      |
| Einwohner Ort Höhenberg                                    |      |      | 112  |      | 113  | 118  | 150    | 120    | 127    | 142     | 133     | 140  | 129  |